# Bahçelievler

A kerület Isztambul térképén

Bahçelievler Isztambul egyik kerülete, Bakırköytől északra, az E5-ös autópálya mellett, nevének jelentése „kertes házak”. 1992-ben lett önálló kerület, ahol félmillióan élnek, több gyár is található itt, többek között itt épült fel az ország első kólagyártó üzeme, a Coca-Cola tulajdonában.

## Népesség
| Év       | 1935 | 1940 | 1945 | 1950 | 1955 | 1960 | 1965   | 1970   | 1975    | 1980    | 1985    | 1990    | 1997    | 2000    | 2007    |
| Népesség | 523  | 542  | 601  | 812  | 1322 | 8509 | 20 881 | 49 320 | 102 533 | 160 733 | 237 691 | 322 234 | 442 877 | 464 903 | 571 711 |